# Wilhelm Olbers Focke
Wilhelm Olbers Focke, född 5 april 1834 i Bremen, död där 29 september 1922, var en tysk läkare och botaniker. 
Focke var praktiserande läkare i Bremen 1858–1868, läkare vid straffanstalten Oslebshausen vid nämnda stad 1873–1901 och medicinalråd. Han författade bland annat Synopsis ruborum Germaniæ (1877) och Die Pflanzenmischlinge (1881).
Auktorsnamnet Focke kan användas för Wilhelm Olbers Focke i samband med ett vetenskapligt namn inom botaniken; se Wikipediaartiklar som länkar till auktorsnamnet.